# مسجد النور (لحج)
مسجد النور هي إحدى قرى الجمهورية اليمنية. تتبع جغرافيا لمحافظة لحج و إداريًا لمديرية يافع. يبلغ تعداد سكانها 1018 نسمة حسب الإحصاء الذي أجري عام 2004.